# Чунижеков, Чалчик Анчинович
Чунижеков, Чалчик Анчинович (10 ноября 1898 года, Нижний Куюм, Алтай — 1973 год, Горно-Алтайск) — алтайский писатель и поэт, собиратель произведений устного народного творчества.

## Биография

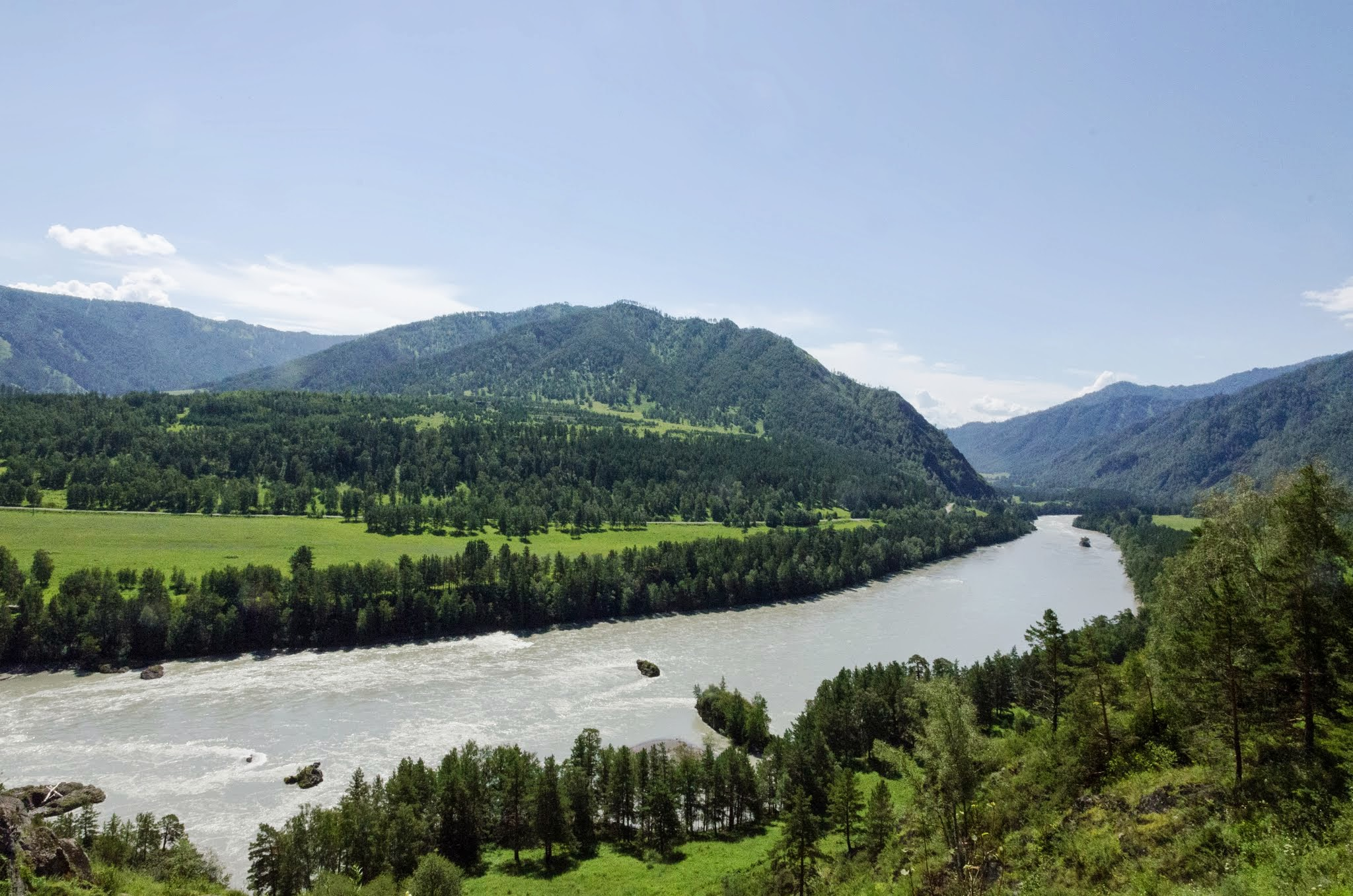
Чемальский район Республики Алтай. Россия

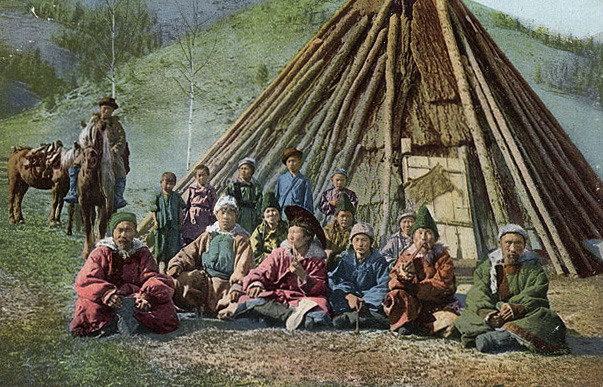
Алтайцы в начале XX века

Родился 10 ноября 1898 года в селе Куюм Эликманарского аймака (ныне Чемальский район Республики Алтай) в семье крестьянина — плотника.
Его отец, Анчы Бектенекович, был первым председателем колхоза «Завет Ленина» в селе Верх-Куюм (1920—1930), передовым пчеловодом (1930—1940), проводником геологических экспедиций (1936—1960). Помог найти залежи флюорита, магниевой руды. Анчы Бектенекович был собирателем устного народного творчества, оставил потомкам свои дневниковые записи и составленную им родословную.
Чалчык Анчинович окончил в 1916 году три класса церковно-приходской школы в Куюме. Продолжить дальше учёбу не было возможности. В 1925 году Чунижеков поступил в Совпартшколу. Но из-за болезни ему пришлось оставить учёбу, и он вернулся в Куюм.
Первые стихи Чалчик Чунижеков начал сочинять в 1925 году. В 1926 году в областной газете «Кызыл Ойрот» (Алтайдыҥ Чолмоны) было напечатано его первое произведение «Коголуш» о том, как в Чемальском совхозе появляется первый трактор, которым управляет алтаец Коголушев. Это событие потрясло Чунижекова, и он решил написать стихотворение о смелом трактористе.
В последующие годы Чалчык Анчинов постоянно поддерживал связь с областной газетой, отправлял в редакцию свои новые произведения. Считался сельским корреспондентом.
Работал в родном селе секретарём сельсовета, счетоводом колхоза.
В 1928 году вышел сборник обработанных Чунжековым алтайских сказок «Старик и лисица», «Сорока», «Лиса и сеноставка».
В 1934 году Чалчык Чунижеков вместе с Павлом Кучияк принял участие в конференции писателей Западной Сибири в Новосибирске в качестве делегата от Ойротской автономной области.
В 1938 году после курсов переподготовки облисполком направляет его работать в редакции газеты «Кызыл Ойрот» (Алтайдыҥ Чолмоны).
С 1938 года до выхода на пенсию в 1958 году Чунжеков работал в редакции газеты «Алтайдын Чолмоны».
Первая книга Чалчыка Чунижекова « Чöрчӧктӧр» (сказки) в соавторстве с Я. Ябыковым была издана в 1941 году. В поэме «Тууди» («Туујы»,1947) воссоздал образ народного сказителя Н. У. Улагашева.
В Горном Алтае в первые учебники для чтения младшего школьного возраста включали произведения писателя Чалчыка Чунижекова.
Очерк о молодой учительнице «Јаркынду јолдо» Чунжекова вошел в сборник «Бичигенимниҥ талдамазы» (1959).
В автобиографической повести «Мундузак» (1962, рус. пер. А.Киайникова, 1964) писатель описал жизнь на Алтае в первые годы советской власти.
Член Союза писателей СССР с 1951 года.
Награждён медалями «За доблестный труд в годы Великой Отечественной войны 1941—1945 гг.» и «За трудовую доблесть».
Правнук Ч. А. Чунижекова — поэт Мергэн Семёнович Челтанов продолжает творческие традиции семьи Чунижековых.
Одна из улиц города Горно-Алтайска носит имя Чалчика Анчиновича Чунижекова.

## Сочинения
Чунижеков, Чалчик Анчинович.
Лиса и сеноставка [Текст] : Алт. сказки : [Для детей] / [Перевод с алт. К. Козлова]; [Ил.: И. Ортонулов]. — Горно-Алтайск : Алт. кн. изд-во. Горно-Алт. отд-ние, 1973. — 32 с. : ил.; 21 см.